# 모르텐 P. 멜달
모르텐 페테르 멜달(덴마크어: Morten Peter Meldal, 1954년 1월 16일~)은 덴마크의 화학자이다. 2022년에 클릭 화학과 생물직교화학을 개발한 공로로 캐럴린 R. 버토지, 칼 배리 샤플리스와 함께 노벨 화학상을 공동 수상했다.

## 수상 경력
- 2022년 : 노벨 화학상